# Don Pimpón
Don Pimpón es un personaje de Barrio Sésamo interpretado por el actor Alfonso Vallejo. La versión española de la década de 1980 incluía a personajes como Espinete o Chema el panadero.
Aunque está extendida la creencia de que simbolizaba un búho, el diseño del personaje está basado en la apariencia del propio Vallejo, tal y como relata el actor.
Era el personaje viajero de la serie. Junto a su amigo, el majarás de Kapurthala, emprendían aventuras por todo el mundo para volver posteriormente al barrio a exponerlas de forma educativa.
La única canción donde cantó como solista fue "La canción de Don Pimpón".
Los personajes de Barrio Sésamo eran creados en los talleres de Jim Henson y fueron mantenidos por los hermanos Reyes, artesanos creadores a su vez de los Electroduendes, de La bola de cristal y los muñegotes, antecesores de los muñecos de Las noticias del guiñol.